# Frans rugby sevensteam (vrouwen)
Het Franse rugby sevensteam is een team van rugbyers dat Frankrijk vertegenwoordigt in internationale wedstrijden.

## Wereldkampioenschappen
De beste prestatie was zilver in 2018.
- WK 2009: 7e
- WK 2013: 11e
- WK 2018:
- WK 2022:

## Olympische Zomerspelen
Frankrijk won tijdens de Olympische Zomerspelen 2020 de tweede plaats.
- OS 2016: 6e
- OS 2020:
- OS 2024: 5e